# The Ku:l
〈[The Ku:L]〉은 쿨의 2집 정규 음반이다. 이 앨범의 타이틀곡인 〈슬퍼지려 하기 전에〉는 1993년 발매한 최선원의 1집 《Solitary》에 수록된 동명의 대표곡을 댄스 버전으로 리메이크한 곡으로서, 발표 당시 대중들의 큰 인기를 끌었다.

## 수록곡
| #            | 제목                      | 작사         | 작곡         | 편곡         | 재생 시간 |
| ------------ | ------------------------- | ------------ | ------------ | ------------ | --------- |
| 1.           | 〈Prologue〉              |              |              |              | 1:08      |
| 2.           | 〈작은 기다림〉           | 정세희       | 최준영       | 최준영       | 4:14      |
| 3.           | 〈나만의 자유〉           | 정세희       | 최준영       | 최준영       | 3:47      |
| 4.           | 〈슬퍼지려 하기 전에〉    | 최준영       | 최준영       | 최준영       | 4:07      |
| 5.           | 〈너이길 원했던 이유 II〉 | 정세희       | 최준영       | 최준영       | 3:51      |
| 6.           | 〈나의 기도〉             | 이재훈       | 김형석       | 김형석       | 3:29      |
| 7.           | 〈비밀의 연인〉           | 정세희       | 김형석       | 김형석       | 4:07      |
| 8.           | 〈이젠〉                  | 이인욱       | 이인욱       | 이인욱       | 4:37      |
| 9.           | 〈작은 기다림〉 (Inst.)   |              | 최준영       | 최준영       | 4:12      |
| 총 재생 시간 | 총 재생 시간              | 총 재생 시간 | 총 재생 시간 | 총 재생 시간 | 33:32     |